# Lesnoi
Lesnoy (ru. Лесной) este un oraș din regiunea Sverdlovsk, Federația Rusă, cu o populație de 53.195 locuitori.